# Javorjev Dol
Javorjev Dol este o localitate din comuna Gorenja vas - Poljane, Slovenia, cu o populație de 11 locuitori.